# Noc v Lisabonu
Noc v Lisabonu je román Ericha Maria Remarqua z roku 1962, odehrávající se v období před a za druhé světové války.

## Děj
Hlavní příběh je rámcován událostí jedné noci roku 1942 v Lisabonu. Vypravěč chce odplout lodí do Ameriky, ale nemá peníze ani vízum. Potká Josefa Baumanna, který mu obojí chce dát, pokud si vyslechne jeho příběh.
Josef Baumann utekl z nacistického Německa v roce 1933, po krátkém pobytu v koncentračním táboře, do kterého ho dostal bratr jeho ženy Georg. Několik let živoří ve Francii a v létě 1939, když je cítit, že se válka nezadržitelně blíží, rozhodne se na chvíli vrátit a setkat se svojí ženou Helenou. Podaří se mu to s pomocí falešného cestovního pasu na jméno Josef Schwarz. Je překvapen, že jeho žena s ním chce utéct – tvrdí mu, že se na útěk již několik let připravuje pravidelnými cestami do Švýcarska. Odjedou tedy právě do Švýcarska, ale Helenin bratr Georg, člen nacistické strany, který se zasloužil o Josefovo uvěznění v roce 1933, zjistí pravý důvod Helenina odjezdu a chce, aby se vrátila. Josef a Helena se přesouvají do Francie.
To již vypuká válka a všichni Němci ve Francii jsou internováni v táborech. Když se již neodvratně blíží porážka Francie, podaří se Josefovi utéct a dostat se k Helenině táboru. Podaří se mu přesvědčit velitele tábora, aby Helenu propustil. Ačkoliv jsou v neokupované části, gestapo tam má volné pole působnosti a Georg se s jeho pomocí snaží Helenu nalézt. Jejich jedinou šancí je útěk do Ameriky, vyřizování víz je však velmi složité a pomalé. Josef je zatčen a mučen, podaří se mu však získat žiletku a cestou do koncentračního tábora, kam ho Georg odváží, Georga zabije.
S Georgovými doklady a autem se oba bez problémů dostávají do Španělska a pak do Portugalska. Tam se dočkají amerického vstupního víza díky seznámení s americkým občanem v baru. Helena však byla velmi nemocná, lékaři ji nedávali žádnou šanci a často trpěla velkou bolestí. Když se mají připravovat na odjezd, najde ji Josef mrtvou, vzala si ampuli s jedem. V místnosti je rozbité zrcadlo, Helena se nechtěla při umírání vidět. Josef se chce vrátit do cizinecké legie, aby mohl pomstít smrt své manželky, a proto nabídne vypravěči pas i lístky do Ameriky. Ten tam se svojí ženou skutečně odjede. Ona z vděčnosti kontaktuje Američana, který víza sehnal, a nakonec s ním vypravěči uteče.

## Adaptace
V roce 1971 román zfilmoval pro německou televizi ZDF režisér Zbyněk Brynych. Hlavní role ztvárnili Martin Benrath, Erika Pluhar, Vadim Glowna, Horst Frank a Charles Regnier. V televizi byl poprvé odvysílán 9. dubna 1971.